# Fred Wilson
Fred Wilson (nacido el 20 de agosto de 1961) es un empresario estadounidense, inversionista de riesgo y bloguero. Wilson es cofundador de Union Square Ventures, una firma de capital de riesgo basada en la ciudad de Nueva York con inversiones en compañías de internet tales como Twitter, Foursquare, Zynga, Kickstarter, Etsy o MongoDB.

## Carrera
Fred Wilson comenzó su carrera como un asistente y luego fue socio general en Euclid Partners, donde trabajó entre 1987 y 1996.
En 1996 Wilson y Jerry Colonna crearon la firma Flatiron Partners, con sede en la ciudad de Nueva York. Flatiron creció hasta ser un fondo de inversiones enfocado principalmente en inversiones con seguimiento, con inversiones tanto en notables éxitos como en ciertos fracasos durante la burbuja punto-com incluyendo Alacra, comScore Networks, Yoyodyne, Geocities, Kozmo.com, The New York Times Digital, PlanetOut, Return Path, Scout electromedia, Standard Media International, Starmedia y VitaminShoppe.com. El fondo de 1996 de la firma se capitalizó a $150 millones con el ingreso de dos inversionistas: SOFTBANK Technology Ventures y Chase Capital Partners, un brazo bursátil del Chase Manhattan Corp. La firma, más adelante, levantó otro fondo con un capital de $500 millones con la participación exclusiva de Chase Capital Partners. En 2001, Wilson y Colonna cerraron Flatiron Partners.
En 2004, Wilson y Brad Burnham fundaron Union Square Ventures. El sitio web sobre emprendimientos tecnológicos TheFunded.com lo catalogaron como el inversionista de riesgo favorito de dicho sitio en 2007.
Wilson ha sido parte del jurado de la competencia BigApps, organizada por la alcaldía de la ciudad de Nueva York durante la administración de Michael Bloomberg.

## Blogueo
Wilson publica un blog llamado AVC: meditando sobre capital de riesgo en ciudad de Nueva York. Wilson publica un post por día, usualmente sobre un tema relacionado con capital de riesgo para emprendimientos o sobre Internet.

## Vida personal
Wilson asistió al bachillerato en el Colegio James I. O'Neill High School. Wilson está casado con Joanne Wilson, una destacada inversionista ángel y autora del blog Gotham Gal. Ellos tienen tres hijos y viven en ciudad de Nueva York. Sus hijos asisten a la Universidad Wesleyan.
Wilson tiene un título de pregrado de ingeniería mecánica por el Instituto Tecnológico de Massachussets y un MBA de la Escuela Wharton de la Universidad de Pensilvania.
Él es un activo filántropo y promotor social, que ha trabajado en iniciativas como el redesarrollo de Union Square y de Madison Square en la ciudad de Nueva York. También es parte del directorio de DonorsChoose.org, una entidad caritativa en línea que coneca a individuos con aulas de clase con necesidad. Actualmetne, Wilson está involucrado en la Alianza the Pier 40.